# Ботез, Эуджен (писатель)
Эуджен Ботез (литературный псевдоним — Жан Барт) (рум. Eugeniu P. Botez; 28 ноября 1874, Бурдужени близ Сучавы — 12 мая 1933, Бухарест) — румынский прозаик. Член-корреспондент Румынской Академии (1922).

## Биография
Сын офицера. Образование получил, окончив военную школу, затем в 1896 году — Бухарестскую школу морских офицеров в звании младшего лейтенанта. Служил в военно-морской и портовой администрации.
Один из основателей Revistei Maritime («Морского журнала») и патриотического, культурно-общественного объединения — Liga Navală Română (Румынская военно-морская лига).

## Творчество
Жан Барт — писатель-маринист, один из зачинателей морской тематики в румынской литературе.
Первые его очерки и статьи появились в рабочих газетах. Э. Ботезу принадлежат путевые очерки и рассказы, в которых романтика моря часто служит фоном для изображения тяжёлой доли тружеников, рыбаков и портовых рабочих.
Наиболее известный роман Э. Ботеза «Европолис» (1933) о событиях, всколыхнувших в начале XX-го века жизнь небольшого румынского порта Сулина. Весь городок приходит в волнение, когда один из его уроженцев возвращается после сорокалетнего отсутствия из Америки.

## Избранные произведения
- Jurnal de bord, 1901
- Datorii uitate, 1916
- În cuşca leului, 1916
- Prinţesa Bibiţa, 1923
- În Deltă…, 1925
- Peste Ocean — Note dintr-o călătorie în America de Nord, 1926
- Schițe marine din lumea porturilor, 1928
- Însemnări și amintiri, 1928
- O corabie românească. Nava-școală bricul «Mircea», 1931
- Pe drumuri de apă, 1931
- Europolis, 1933